# Schoßhund

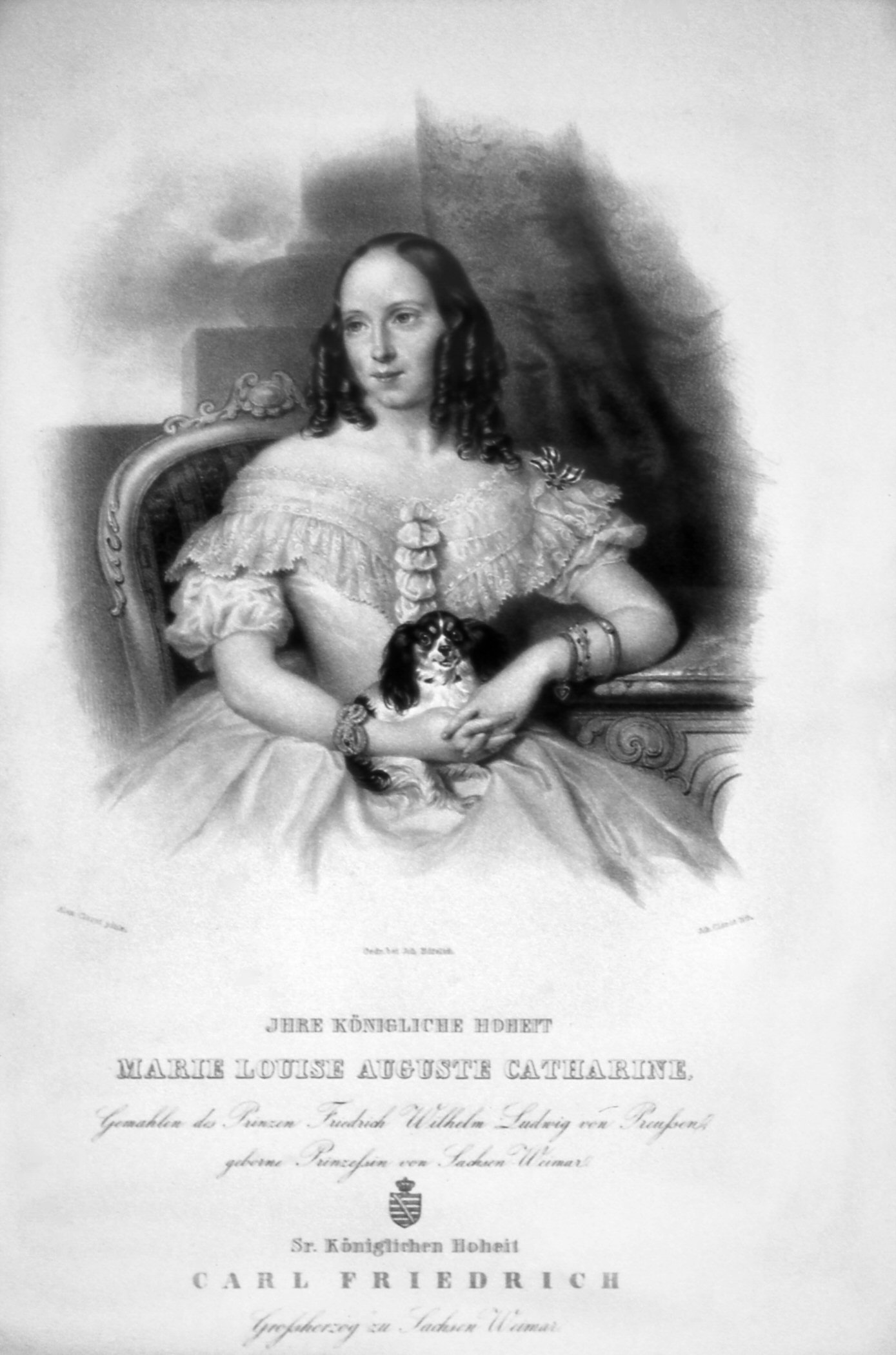
Augusta von Sachsen-Weimar-Eisenach mit Schoßhund, 1830

Die Sammelbezeichnung Schoßhund wird für kleine und zierliche Zwerghunde verschiedener Rassen wie Chihuahua, Malteser, Yorkshire Terrier, Pekingese, Zwergspitz, Zwergpinscher oder Zwergpudel verwendet.

## Geschichte
Der Begriff Schoßhündle taucht 1556 bei Frisius (Zürich) auf, mit der Umschreibung „Melitaei canes“, weil diese laut Plinius von „Malta“ geliefert worden seien, später auch von Bologna (Bologneser Hündlein). Eigentlich ist in der Literatur von „Melite“ die Rede, was Plinius als die kroatische Insel Mljet deutete. Strabon schrieb in seinen Geographika, dass vor Pachynos die Insel Melite (das heutige Malta) liegt und von hier die Hündchen kommen.
Im 18. Jahrhundert teilte Carl von Linné den Schoßhund den damaligen neun Hundearten zu, diese waren: Haushund, Jagdhund, Windhund, Bullenbeißer, Englische Dogge, Schoßhündgen, Nackter Hund, Mops und Dachshund. Das Schoßhündchen (Canis melitæus) wurde um 1760 auch „Maltheserhündgen“ genannt, und beschrieben als nicht größer als ein Eichhörnchen, das „Schooshündgen“ sei „so zu sagen, der Zwerg unter denen Hunden“.

## Historische Bezeichnungen
Das frühneuhochdeutsche Wörterbuch erwähnt im Zusammenhang mit dem Schoßhund die Bezeichnungen Busenhund und Jungfrauhund sowie Lusthund und Spielhund.

## Verwendung
Schoßhunde wurden zumeist von Damen als Luxushunde oder Spielgefährten gehalten. Ihre eigentliche Aufgabe war es, durch die höhere Körpertemperatur die Flöhe abzuziehen.
In Porträts der Renaissance ließen sich Damen mit ihren Hündchen malen, die für Treue, Eleganz und Schönheit standen. Besonders im 18. Jahrhundert wurden Schoßhunde auch zu sexuellen Zwecken dressiert (Cunnilingus, siehe Zoophilie).
Bekannte Schoßhunde jüngerer Zeit sind die Yorkshire-Terrier-Hündin Daisy von Rudolph Moshammer, der Chihuahua Tinkerbell von Paris Hilton sowie die weißen Pudel der Jacob Sisters.

## Rezeption
„Der Schooßhund: Ein komisches Heldengedicht in neun Büchern“ veröffentlichte Johann Jakob Dusch 1756 bei David Iversen in Altona, erhielt dafür aber keine guten Kritiken, nicht zuletzt wegen zu viel Ähnlichkeit mit The Rape of the Lock. Der Schutzgeist der schönen Arminde ist in ihren Schoßhund gebannt, der seine Herrin so übereifrig gegen die Galanterie der Stutzer verteidigt, dass er einen gar in die Hand beißt. Daraufhin erschlägt Arminde ihn mit ihrem Fächer.
Um die gleiche Zeit erschien Gotthold Ephraim Lessings „An die Dorilis“ mit weiteren Sinngedichten in G. E. Lessings Schrifften. Erster Theil. Berlin, bey C. F. Voß 1753, S. 203:
Dein Hündchen, Dorilis, ist zärtlich, tändelnd, rein.

Daß du es also leckst, soll das mich wundern? nein.

Allein dein Hündchen lecket dich,

Das wundert mich.
Eine Übertragung ins Englische von Samuel Taylor Coleridge, die sich eine Erwähnung Lessings ersparte, erschien erstmals im Jahr 1800.
Thy lapdog, Rufa, is a dainty beast, 

It don't surprise me in the least. 

To see thee lick so dainty clean a beast. 

But that so dainty clean a beast licks thee, 

Yes — that surprises me.